# گمینا شویکاتووو
گمینا شویکاتووو (به لهستانی:  Gmina Świekatowo) یک گمینا در لهستان است که در شهرستان شفیچه واقع شده‌است. گمینا شویکاتووو ۶۴٫۷۴ کیلومتر مربع مساحت و ۳٬۴۷۷ نفر جمعیت دارد.